# Acronicta angustimacula
Acronicta angustimacula är en fjärilsart som beskrevs av Igor Kozhanchikov 1950. Acronicta angustimacula ingår i släktet Acronicta och familjen nattflyn. Inga underarter finns listade i Catalogue of Life.